# Donna Barrell
Donna Barrell (nacida como Teresa Luisa Michelena, 26 de junio de 1889-5 de abril de 1941) fue una guionista y actriz estadounidense activa principalmente durante la época del cine mudo.

## Biografía
Donna nació en Detroit, Míchigan, hija de los cantantes de ópera Fernando Michelena y Catherine Maddock; su padre era venezolano y su madre inglesa. Sus padres se separaron cuando ella era pequeña, y su padre tuvo dos hijas, las actrices Vera Michelena y Beatriz Michelena, de su matrimonio con la soprano Francis Lenord (1867—1912). Creció principalmente con su madre y su padrastro.
De joven se interesó por la interpretación, y se casó con el también actor Walter Hitchcock; ambos empezaron a trabajar en la industria cinematográfica de la Costa Este antes de que Hitchcock muriera de una enfermedad en 1917.  Escribió películas como  The Love Master y A Certain Young Man durante la década de 1920 bajo el nombre de Donna Barrell; también hizo apariciones no acreditadas en varias películas. Murió en Los Ángeles en 1941; no tuvo hijos con Hitchcock ni con su segundo esposo, Joseph Barrell.

## Filmografía seleccionada
Como guionista:
- Merrily Yours (1933)
- A Certain Young Man (1928)
- The Love Master (1924)
- Captain Jinks' Cure (1917)

Como actriz:
- The Love Master (1924)
- Life's Shop Window (1914)
- Uncle Tom's Cabin (1914)